# Massérac
 Massérac  es una población y comuna francesa, situada en la región de Países del Loira, departamento de Loira Atlántico, en el distrito de Châteaubriant y cantón de Guémené-Penfao.

## Demografía
| 603 | 571 | 509 | 507 | 510 | 449 |
| Para los censos de 1962 a 1999 la población legal corresponde a la población sin duplicidades (Fuente: INSEE [Consultar]) |     |     |     |     |     |